# Centro Histórico de Torreón
El Centro Histórico de Torreón es el conjunto urbano y arquitectónico que corresponde a los primeros fraccionamientos de la ciudad de Torreón, desarrollados a finales del siglo XIX y principios del siglo XX. Su delimitación se dio mediante Decreto del Gobierno del Estado de Coahuila de Zaragoza en 1996 como Conjunto Histórico de la Ciudad de Torreón, Coahuila correspondiente a un total de 241 manzanas que concentran gran parte del patrimonio arquitectónico de la ciudad.
Actualmente el CHT alberga aproximadamente 110 edificios catalogados con valor histórico y/o artístico en distintas tipologías como lo son las habitacionales, religiosas, comerciales, educativas, administrativas y culturales. 

## Antecedentes históricos y morfológicos del Centro Histórico de Torreón
Torreón es una ciudad de conformación reciente, caso único de desarrollo urbano en el país, diferenciándose de la mayoría de las ciudades mexicanas fundadas en la colonia. Presenta otras características y diferencias importantes en su forma, en sus edificaciones y en su espacio urbano. 
Cabe resaltar que Torreón nunca se fundó formalmente, a diferencia de otras ciudades mexicanas de la época colonial. Su inicio fue detonado por el arribo del Ferrocarril Central Mexicano, e impulsado por un contexto económico favorable. Su crecimiento posterior fue orgánico y circunstancial. Por lo anterior se puede hacer notar que los inicios y desarrollo de Torreon y la Comarca Lagunera están vinculados a un proyecto de modernidad, donde el ferrocarril es el gran articulador y medio para el desarrollo de zonas anteriormente poco pobladas.
Antes de la llegada del ferrocarril, Torreon era un conjunto de predios agrícolas. Eventualmente, con el trazado y construcción de la ferrovía,  se transformó en un importantísimo punto logístico del país. La súbita prosperidad se convirtió en el detonante del violento primer crecimiento demográfico que no se detuvo hasta la llegada de la Revolución Mexicana. Federico Wulff realiza el proyecto del trazado, a petición de Andrés Eppen, propietario de las tierras por aquel entonces. Wulff es por aquellos años un joven ingeniero norteamericano, que llegó de San Antonio para dedicarse al diseño y construcción de obras hidráulicas. La traza de Wulff es similar a la usada en los nuevos pueblos nacidos a lo largo de las nuevas líneas ferroviarias en los Estados Unidos. Una traza ortogonal que se amolda a la línea ferroviaria. Wulff propone inicialmente solo predios vendibles, con calles reticulares, sin ningún tipo de remates visuales, espacios públicos o áreas verdes y de esparcimiento. El modelo urbano que sigue el trazado no se relaciona con el de la ley de Indias, aunque coincide con una forma ortogonal. Federico Wulff repite el modelo urbano del trazado de muchas ciudades norteamericanas desarrolladas a partir de la construcción de las nuevas ferrovías. A diferencia de las ciudades coloniales españolas, no existe un área destinada a plaza de armas o iglesia mayor. En Torreon, la estación ferroviaria es el epicentro inicial del desarrollo. 
Torreón se convierte entonces en una ciudad con un proyecto urbano norteamericano en extramuros. Un caso único porque habrá de iniciar con un planteamiento extranjero y paulatinamente transformarse en una ciudad con fisonomía y características mexicanas. Con el paso del tiempo el modelo se nacionaliza, se adapta al país de manera única, enriqueciéndose y tomando matices propios; Torreón se convierte en la fusión del modelo urbano ferroviario norteamericano y el tradicional mexicano.
Hacia 1888 aparece la Plaza de Armas en terrenos donados por Andrés Eppen, junto con el predio que se convertiría en mercado municipal. El proceso de apropiación de las manzanas adyacentes a la plaza sigue el modelo de la ciudad mexicana. Se sitúan ahí los principales edificios de la ciudad. Por aquellos primeros años no existía un ayuntamiento formal (el nombramiento como ciudad es hasta 1907) ni una sede eclesiástica relevante –poderes tradicionales en la sociedad mexicana-, la apropiación del espacio urbano se da entonces por quienes controlan y dirigen el poder económico. Bancos, aseguradoras, y clubes de extranjeros son quienes eventualmente se hacen de los predios frente a la plaza. No es de extrañar, las instituciones financieras son en buena medida las que inician el proceso de producción agroindustrial de algodón, otorgando créditos y asegurando las cosechas, sin contar los servicios a las otras actividades económico productivas de la región. Las arquitecturas que se construyen para estas actividades económicas, también son formas importadas, sobre todo con una enorme influencia de modelos historicistas populares por aquellos años en los Estados Unidos. El patio interior –símbolo de la arquitectura hispanomexicana- prácticamente no existe en los edificios comerciales e industriales decimonónicos; habrá de hacerse presente sobre todo en las residencias de las clases medias y populares. Indicando qué parte del estrato social solicitaba los servicios de los arquitectos extranjeros afincados por aquellos años en la región. 
El patrimonio arquitectónico y urbano de Torreón representa un caso único por su formación y desarrollo en México; es la urbe no fundada, sino desarrollada en base a un boom económico, específico de una época y altamente ligado a la producción e industrialización de productos altamente redituables en la economía mundial de aquellos años. Una ciudad integrada, por medio del ferrocarril, a un sistema de comercio mundial. Un caso único de globalización y modernidad.

## Delimitación
El Conjunto Histórico de la Ciudad de Torreón, Coahuila se circunscribió por decreto estatal el 29 de noviembre de 1996, con un área de 0.0 kilómetros cuadrados, correspondientes a 241 manzanas enmarcadas por el perímetro de protección conformado por los siguientes linderos:
- Av. Abasolo: Inicia en la esquina formada por la Av. Abasolo y la calle Donato Guerra, hacia el poniente hasta la Calzada Colón.
- Calzada Cristóbal Colón: Sigue la Calzada hacia el norte hasta el Bulevar Constitución.
- Bulevar Constitución: Sigue el bulevar Constitución hacia el poniente hasta la calle Múzquiz.
- Calle Múzquiz: Sigue la calle Múzquiz hacia el sur hasta la prolongación Bulevar Independencia.
- Prolongación Bulevar Independencia: Sigue la calle Prolongación Blvd. Independencia hacia el poniente hasta la Calle 5 de Mayo.
- Calle 5 de Mayo: Sigue la calle 5 de Mayo hacia el sur hasta la calle Torreón Viejo.
- Calle Torreón Viejo: Sigue la calle Torreón Viejo hacia el sur-poniente hasta el Blvd. Revolución.
- Blvd. Revolución: Sigue el Bulevar hacia el oriente hasta la calle Donato Guerra.
- Calle Donato Guerra: Sigue la calle Donato Guerra hacia el norte hasta la Av. Abasolo cerrando así el límite del perímetro del Conjunto Histórico de la Ciudad de Torreón, Coahuila.

## Centro de Torreón
Se conoce como Centro de Torreón (también conocido como Colonia Centro o Zona Centro) a un amplio polígono distinguido por su morfología urbana (más amplio que el polígono del Centro Histórico de Torreón), que corresponde a los primeros fraccionamientos de la ciudad. Está delimitado al Noroeste por el Bulevar Independencia (antes el Tajo de la Concha), al Noreste por el Bulevar Diagonal Reforma, al Sur por el Bulevar Revolución (antes líneas del Ferrocarril Internacional Mexicano) y al Poniente por la calle Múzquiz. 
Originalmente, fue dividido en 6 distritos correspondientes a las etapas de desarrollo urbano según el plan del Ing. Federico Wulff y posteriormente fraccionado por Feliciano Cobián. El Plano Oficial de la Ciudad de Torreón (1908) delimita los distritos de la siguiente manera:
- Fraccionamiento Primitivo: de la calle Torreón Viejo a la calle Rayón (actual Colón).
- Fraccionamiento 1° de Cobián: de la calle Rayón (actual Colón) hasta la calle N.º 7 (o calle Francisco I. Madero)
- Fraccionamiento 2° de Cobián: de la calle N.º 7 (o calle Francisco I. Madero) a la calle N.º 7 (o calzada Cuauhtémoc y antes calzada Porfirio Díaz)
- Fraccionamiento 3° de Cobián: de la calle N.º 7 (o calzada Cuauhtémoc) a N.º 18 (o calle José María del Bosque)
- Fraccionamiento 4° de Cobián: de calle N.º 18 (o calle José María del Bosque) a calle N.º 30 (o calle H. Colegio Militar)
- Fraccionamiento 5° de Cobián: de calle N.º 30 (o calle H. Colegio Militar) a calle N.º 40 (o calzada Saltillo 400).

Actualmente, el Centro de Torreón se encuentra dividido en 5 sectores (equivalentes a "Colonias" en Torreón):
- Primitivo Centro: de la calle Torreón Viejo a la calle Treviño. También conocido como "Primer cuadro de la ciudad".
- Primero de Cobián: de la calle Treviño a la calzada Colón.
- Segundo de Cobián: de la calzada Colón a la calle Juan E. García.
- Tercero de Cobián: de la calle Juan E. García a la calle Joaquín Moreno.
- Cuarto de Cobián: de la calle Joaquín Moreno a la calzada Saltillo 400.

| Distrito          | Población |
| ----------------- | --------- |
| Primitivo Centro  | 1,258     |
| Primer de Cobián  | 2,033     |
| Segundo de Cobián | 6,299     |
| Tercero de Cobián | 7,548     |
| Cuarto de Cobián  | 9,006     |
| Total Centro      | 26,144    |

Fuente: Instituto Nacional de Estadística, Geografía e Informática (INEGI)

## Patrimonio arquitectónico
EL patrimonio arquitectónico de Torreón, está catalogado por su valor histórico y/o artístico por el Instituto Nacional de Antropología e Historia (INAH) y el Instituto Nacional de Bellas Artes y Literatura (INBAL) (antes INBA). 
Anexo:Catálogo del Patrimonio Histórico y Artístico del Municipio de Torreón

### Edificios Emblemáticos
- Casino de La Laguna (Museo Arocena)
- Edificio Russek (Museo Arocena Anexo)
- Antiguo Banco de México (Edificio Municipal)
- Edificio Arocena
- Hotel Galicia
- Banco de La Laguna
- Casa del Cerro
- Teatro Isauro Martínez

## Espacio público

### Parques y Plazas
- Plaza de Armas
- Plaza Mayor
- Alameda Zaragoza
- Bosque Venustiano Carranza

### Calzada y Distrito Colón

#### Distrito Colón

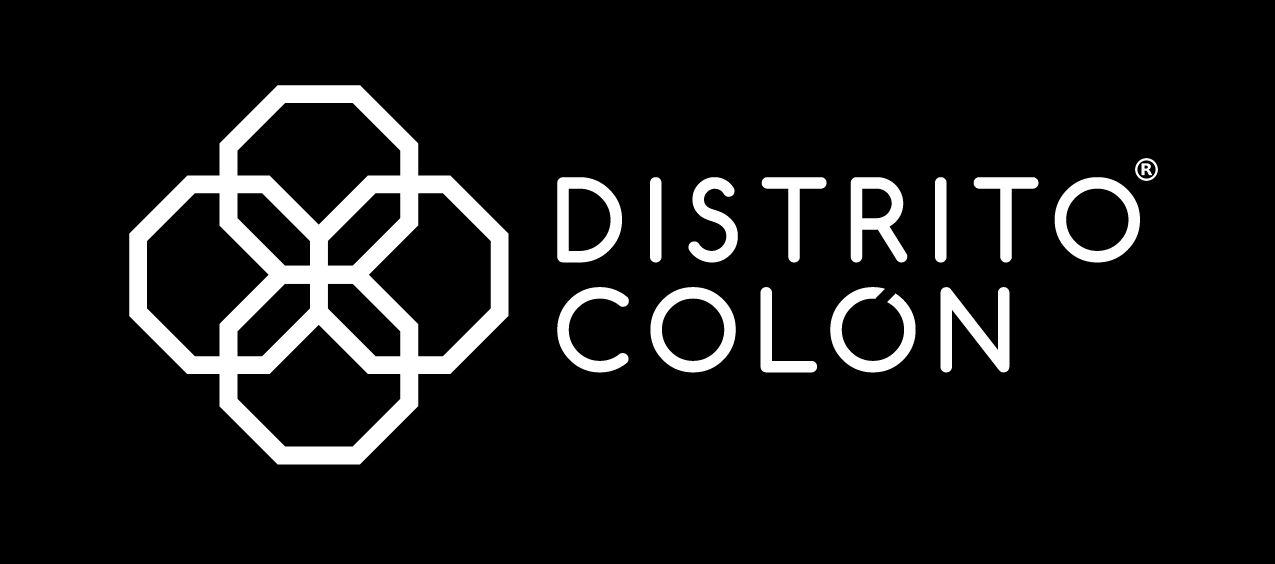
Logo del Distrito Colón

Proyecto de regeneración urbana que representa un esfuerzo ciudadano con el fin de detonar el desarrollo económico, turístico y cultural de la zona circundante a la Calzada Colón. Fue delimitado por un grupo de locatarios y propietarios de la zona en 2013, abarcando desde la calle Bravo a la avenida Hidalgo, y de la Leona Vicario a la Francisco I. Madero, teniendo la Colón como columna vertebral, y el cruce con Allende como el centro.